# Institut Butantan
L'Institut Butantan est un centre de recherches biomédicales brésilien situé dans le quartier de Butantã, à São Paulo. Fondé en 1901, il assure la production de plus de 80 % des vaccins et des sérums utilisés au Brésil. Il est également connu pour ses recherches sur les venins de serpents.
Le nom de l'Institut vient de Butantã, le nom d'un district situé dans l'ouest de São Paulo. Butantã est un mot tupi qui signifie « terreau ».

## Histoire
En 1900, la ville de Santos fut touchée par une épidémie de peste bubonique. Le gouvernement de l'État de São Paulo, craignant que la maladie n'atteigne la capitale, demanda au directeur de l'Institut bactériologique, le docteur Adolpho Lutz, de mettre en place une structure adéquate. Celui-ci, assisté par les jeunes médecins Vital Brazil et Emílio Ribas, fonda un service spécialisé contre la peste, qui devint l'année suivante un institut distinct, l'Institut Butantan.
Face à l'accroissement des morsures de serpents dans les plantations de café de l'État, Vital Brazil orienta ses recherches vers la production de sérums antivenimeux. L'Institut Butantan se dota ainsi d'une collection extrêmement riche de serpents. Il est aujourd'hui considéré comme une référence mondiale en la matière.
Le 15 mai 2010, un incendie a ravagé les collections d'animaux conservés (serpents, scorpions, araignées) de l'institut.